# Consell Regional de Defensa d'Aragó

Escut del Consell Regional de Defensa d'Aragó

El Consell Regional de Defensa d'Aragó (CRDA), o també Consell d'Aragó, fou una entitat administrativa creada el setembre de 1936 sota la Segona República Espanyola de Francisco Largo Caballero i en el context de la Revolució social espanyola de 1936, a l'inici la Guerra Civil espanyola. El seu control s'estenia sobre la meitat oriental d'Aragó i estava sota influència majoritària dels anarquistes de la CNT, encara que al govern participaven representants d'altres tendències i partits. Si bé va arribar a tenir una gran influència i va constituir un estat propi dins de l'estat republicà, la seva vida va ser efímera, ja que les seves activitats van durar menys d'un any en ser dissolt l'agost de 1937. La veritat és que pot dir-se que va constituir l'únic govern anarquista que hagi existit en la història.

## Història

### Orígens i creació
Els orígens del Consell Regional de Defensa d'Aragó es troben en la situació revolucionària que es va desenvolupar en terres aragoneses al pas de les columnes procedents de Catalunya i del País Valencià. Aquesta ocupació de les terres aragoneses va suposar que entressin en el procés revolucionari que estava tenint lloc a Catalunya, on les milícies obreres havien assolit el poder i estaven implantant una revolució social que no va destruir a l'Estat republicà però si va ocupar el buit de poder que la rebel·lió militar havia provocat. La veritat és que el govern central i el govern català tenien poc marge d'actuació pel que fa a la zona d'Aragó.
L'assemblea convocada a Bujaraloz a la fi de setembre de 1936 pel comitè Regional de la CNT d'Aragó, amb delegacions dels pobles i les columnes confederals, seguint les directives proposades el 15 de setembre de 1936 en Madrid pel ple Nacional de Regionals de la CNT, de proposar a tots els sectors polítics i sindicals la formació de Consells Regionals de Defensa vinculats federativament a un Consell Nacional de Defensa que faria les funcions del govern central, acorda la creació del Consell Regional de Defensa d'Aragó, que integra l'Aragó on s'havia proclamat el comunisme llibertari al pas de les columnes de milícies llibertàries que partien des del 24 de juliol de 1936 des de València i Barcelona, conformant aproximadament 450 col·lectivitats rurals, la pràctica totalitat d'elles en mans de la CNT, amb unes 20 a càrrec de la UGT. Això va resultar inquietant al govern central, al govern català, als comunistes, socialistes i republicans, però en aquelles circumstàncies no hi havia forma humana d'evitar-ho.
Tenia la seva seu a Casp i des d'allí exercia el suprem poder sobre l'Aragó revolucionari. Els seus promotors van declarar que l'Aragó rural s'havia convertit en la Ucraïna espanyola i que no es deixarien avassallar pel militarisme marxista, com li succeís a l'anarquisme rus en 1921. Encara que a altres regions es van formar consells per a altres activitats (producció i racionament, principalment), en cap altre lloc va haver-hi un consell fort i independent, dirigit pels anarquistes, que rebutgés tota autoritat política exterior.

Territori administrat pel CRD d'Aragó

### Una vida efímera
Malgrat el seu origen revolucionari fou reconegut el 6 d'octubre per decret del govern. Celebrà la seva primera assemblea oficial el 15 d'octubre del mateix any, sent el seu màxim responsable Joaquín Ascaso, membre de la CNT i cosí de Francisco Ascaso, si bé no fou definitivament legalitzat i regulat pel govern de la República fins al 23 de desembre de 1936, amb la condició que s'hi trobessin representats a l'administració del Consell els partits integrants del Front Popular. Per a aquest motiu a partir de gener de 1937 el caràcter revolucionari del Consell es veurà progressivament minvat per la pressió dels membres del partit governamental, que augmentà la presència i el nombre de membres. Per exemple, en el mes de gener les escoles de Primer ensenyament (que havien quedat sota el control de comissions anarcosindicalistes) van tornar a quedar sota control governamental.
Ascaso va rebre el nomenament oficial de delegat governamental del Consell el 19 de gener de 1937. A mitjan febrer de 1937 se celebra un congrés en Casp amb el propòsit de crear una Federació de Col·lectivitats regional al que assistiren 500 delegats que representaven a 80.000 col·lectivistes de l'Aragó llibertari.
El Consell d'Aragó, sota la presidència suprema de Joaquín Ascaso, havia ofès greument al govern català i al central. Ascaso, que era un anarquista fugit de Saragossa, constituïa una personalitat dinàmica, violenta i falta d'escrúpols. Moltes de les col·lectivitats havien resultat socialment un èxit, però la seva contribució a la guerra deixava molt a desitjar. El govern republicà ja havia intentat establir una actuació coordenada en aquest sentit, donades les necessitats de la indústria de guerra. Encara que és difícil donar xifres completes de la gestió econòmica de la regió pels anarquistes, però la producció de carbó a les mines d'Utrillas, només va aconseguir la desena part de les xifres anteriors a la guerra. Al començament de l'estiu de 1937, després dels fets de maig de 1937, els carabiners van començar a confiscar camions d'aliments que efectuaven el servei entre les diferents col·lectivitats.

### Dissolució
La independència amb què havia actuat el Consell d'Aragó sempre va irritar a les autoritats republicanes i després d'haver recuperat el control a Catalunya, el govern republicà (igual que els sectors republicans, socialistes i comunistes) estava decidit a liquidar el Consell. El 4 d'agost, el Ministre de Defensa Nacional, Indalecio Prieto, va cursar les seves ordres i l'11a Divisió del Comandant Líster va ser enviada de maniobres a Aragó, dissolent oficialment el Consell d'Aragó el 10 d'agost Joaquín Ascaso i els membres anarquistes del Consell Regional de Defensa d'Aragó foren detinguts sota diverses acusacions (entre altres, contraban de joies). Uns altres 700 anarquistes foren arrestats arreu d'Aragó.
Després de la dissolució del Consell i la detenció d'Ascaso, el Govern va nomenar José Ignacio Mantecón com a Governador General per a gestionar la regió. Mantecón, antic membre del Consell d'Aragó i republicà d'esquerres, es convertia així en la nova autoritat suprema. Els camperols que havien aconseguit mantenir-se al marge de les col·lectivitats en van prendre moltes per assalt, portant-se i repartint-se tots els fruits i estris que hi tenien. Les oficines del Comitè regional de la CNT van ser ocupades i els seus arxius i registres van ser confiscats per les autoritats republicanes. Altres unitats militars comunistes van ocupar diverses col·lectivitats de la vall de l'Ebre i l'Alt Aragó. La direcció general de la CNT va posar la màxima obstinació a evitar les execucions d'alguns anarquistes però va acceptar la dissolució del Consell d'Aragó com un fet consumat inevitable.

## Composició interna del govern
A començaments de 1937 aquesta era la composició del govern del Consell d'Aragó, que havia variat molt des dels seus orígens. L'entrada de representants d'IR, UGT i PCE era una mesura governamental per a tindre influència en les activitats del Consell i intentar tenir-ne control.
| Càrrec                                    | Nom                    |     |  |
| ----------------------------------------- | ---------------------- | --- |  |
| President                                 | Joaquín Ascaso Budría  | CNT |  |
| Conseller d'Ordre Públic                  | Adolfo Ballano         | CNT |  |
| Conseller d'Informació i Propaganda       | Evaristo Viñuales      | CNT |  |
| Conseller d'Agricultura                   | Adolfo Arnal           | CNT |  |
| Conseller de Treball                      | Miguel Chueca Cuartero | CNT |  |
| Conseller de Transports i Comunicacions   | Luis Montoliú Salado   | CNT |  |
| Conseller d'Economia i Abastiments        | Evelio Martínez        | CNT |  |
| Conseller de Justícia                     | José Ignacio Mantecón  | IR  |  |
| Conseller d'Hisenda                       | Jesús Gracia           | IR  |  |
| Conseller de Cultura                      | Manuel Latorre         | UGT |  |
| Conseller d'Obres Públiques               | José Ruiz Borao        | UGT |  |
| Conseller de Sanitat i Assistència Social | José Duque             | PCE |  |
| Conseller d'Indústria i Comerç            | Custodio Peñarrocha    | PCE |  |
| Secretari General                         | Benito Pavón           |     |  |